# Fluctuation and Noise Letters
Fluctuation and Noise Letters is een internationaal, aan collegiale toetsing onderworpen wetenschappelijk tijdschrift op het gebied van de natuurkunde.
Het wordt uitgegeven door World Scientific en verschijnt 4 keer per jaar.
Het eerste nummer verscheen in 2001.